# Руденко Сергій Миколайович
Сергі́́й Микола́́йович Руде́нко (4 квітня 1992 — 24 березня 2015) — лейтенант Збройних сил України, учасник російсько-української війни.

## Життєвий шлях
Закінчив миропільську гімназію, Харківське льотне училище. Служив у Яворові, льотчик-оператор вертольота Мі-24 7-го окремого полку армійської авіації Сухопутних військ.
У зоні бойових дій перебував тричі, 11 березня 2015-го повернувся звідти. 24 березня 2015-го близько 14-ї години в районі населених пунктів Вінницькі Стави — Гребінки зазнав аварії військовий вертоліт під час здійснення планового перельоту — з Миргорода до Озерного Житомирської області. Лейтенант Руденко загинув, ще двоє членів екіпажу — капітан і майор — були госпіталізовані.
Похований у Мирополі 26 березня 2015-го. Без єдиного сина лишилася мама Катерина Миколаївна (батько Сергія помер в 2000-х).

## Нагороди та вшанування
- Указом Президента України № 76/2016 від 1 березня 2016 року нагороджений орденом Богдана Хмельницького III ступеня (посмертно)[1]
- 7 квітня 2016 року в Миропольській гімназії відкрито меморіальну дошку Сергію Руденку